# Freedom Suite (The Rascals)
Freedom Suite è il quinto album in studio del gruppo musicale statunitense The Rascals, pubblicato nel 1969.

## Tracce

### Record One: Freedom Suite
Side 1
1. America the Beautiful
2. Me and My Friends
3. Any Dance'll Do
4. Look Around
5. A Ray of Hope

Side 2
1. Island of Love
2. Of Course
3. Love Was So Easy to Give
4. People Got to Be Free
5. Baby I'm Blue
6. Heaven

### Record Two: Music Music
Side 3
1. Adrian's Birthday
2. Boom

Side 4
1. Cute

## Formazione

### Gruppo
- Felix Cavaliere – voce, tastiera, cori
- Eddie Brigati – voce, percussioni, cori
- Gene Cornish – chitarra, voce, cori
- Dino Danelli – batteria

### Musicisti addizionali
- David Brigati – cori
- Chuck Rainey – basso
- Gerald Jemmott – basso
- Richard Davis – basso
- King Curtis – sassofono
- David Newman – sassofono